# Un daño irreversible
Un daño irreversible: la locura transgénero que seduce a nuestras hijas es un libro escrito en el año 2020 por la periodista del periódico estadounidense The Wall Street Journal, Abigail Shrier. Ha sido elegido libro del año por The Times y The Economist.
El libro es una investigación periodística sobre la disforia de género de inicio rápido (rapid-onset gender dysphoria, RODG) que, en palabras de la autora "afecta a cada vez más niñas, adolescentes y jóvenes adultas en los EEUU y en el mundo". El libro diferencia entre quienes padecen disforia de género desde una edad temprana y los adolescentes que padecen disforia de género repentinamente por primera vez durante la adolescencia.
Apenas fue publicado, el libro se convirtió en un bestseller, uno de los libros más vendidos en Amazon, y luego pasó al segundo y tercer lugar de los más vendidos, para las ediciones de tapa dura, tapa blanda y Kindle en la categoría de "Estudios Demográficos LGBTQ+" de Amazon.
La autora ha dicho en entrevistas que apoya el derecho de los adultos a transicionar pero en este libro sostiene que los adolescentes son demasiado jóvenes como para elegir una transición médica.
También ha expresado que "mi libro hace todo lo posible por honrar las experiencias de los adultos transgénero, nunca los menosprecia y nunca implica que la identidad trans sea una enfermedad mental".
El libro sostiene que la disforia de género en niños se ha convertido en una "epidemia" o "fiebre" en la que las adolescentes llegan erróneamente a la conclusión de que son transgénero. Según Shrier, ha habido un aumento súbito e importante en la autoidentificación como transgénero entre adolescentes, especialmente entre chicas. La autora atribuye este fenómeno al contagio social que se produce entre las adolescentes con "elevada ansiedad y depresivas, las cuales en décadas anteriores, serían chicas con anorexia, bulimia o trastorno múltiple de la personalidad. Afirma que, actualmente estos trastornos se reemplazan por una temprana autoidentificación con el género masculino, lo cual lleva, en un entorno político y médico que fomenta estos cambios "rápidos" y "bruscos" del género, a tomar bloqueadores de pubertad y testosterona, y a someterse a operaciones quirúrgicas, con la consecuente posibilidad de haber producido un "daño irreversible".
Shrier, periodista y columnista de The Wall Street Journal, entrevistó a padres, adolescentes, adultos transexuales y algunos que han detransicionado, es decir, que se habían sometido a tratamiento y luego se habían arrepentido.

## Resumen
Shrier describe lo que ella ve como dificultades que enfrentan los adolescentes que fueron asignados como mujeres al nacer: el aislamiento, la dinámica social en línea, las etiquetas restrictivas de género y sexualidad, los cambios físicos no deseados y la atención sexual. Shrier presenta un perfil de varios adolescentes que cuestionaron su identidad de género o salieron del armario como transgénero mientras experimentaban problemas personales o de salud mental. Analiza el artículo de la revista de Lisa Littman de 2018 sobre la disforia de género de inicio rápido y la consiguiente controversia, y respalda los hallazgos de Littman. Afirma que los influencers trans animan a los jóvenes que se cuestionan a identificarse como trans, a experimentar con la testosterona, y a repudiar o mentir a los miembros de la familia que no les apoyan. La autora señala que "el rápido proceso de despatologización de la disforia de género, ha dejado a las chicas confundidas con su propia identidad en una posición de indefensión, que simplemente atraviesan una época de enajenación y confusión". La obra no tiene como fin el cuestionar el colectivo transgénero adulto y desarrollado tanto física, psicológica como emocionalmente sino plantear si la realidad trans de todos los menores que reciben tratamientos quirúrgicos y hormonales para moldear su apariencia.

## Polémica
El libro generó fuertes controversias y la autora, Shrier, recibió amenazas tras haberlo publicado. El ensayo fue acusado de transfóbico, y de «fomentar el odio contra el colectivo y negar la realidad trans».  También fue acusado de considerar que ser transgénero es una enfermedad mental.
Debido a las críticas, la American Booksellers Association tuvo que disculparse por haber incluido el libro en su envío de julio de 2020 a sus 750 librerías miembros para que consideren venderlo. Eso generó fuertes polémicas en los medios y en la redes sociales. Hubo quienes argumentaron que la asociación de libreros estaba tratando de censurar el libro. Luego, la retractación y la decisión de no retirar el libro de la venta produjo muchas críticas por parte de la comunidad trans.
En abril de 2021, los empleados pidieron a Amazon que dejara de venderlo. En junio de 2020, Amazon tuvo que suspender su campaña publicitaria para el libro una semana antes de su publicación. La empresa respondió a la campaña de sus empleados diciendo que el libro no violaba las políticas de contenido de Amazon y que seguiría ofreciéndolo. Por las presiones y la polémica el libro también tuvo que ser retirado del catálogo de libros de la cadena minorista Target para luego ser puesto de nuevo en la tienda online de Target.
Por otro lado, ha recibido elogios por parte de The Times, y ha sido elegido como el libro del año por el medio The Economist.
Además, el libro fue elegido libro del año por The Times y The Economist.